# Bouygues Telecom Business-Distribution
Bouygues Telecom Business - Distribution (BTBD), anciennement Euro-Information Telecom, était un opérateur de réseau mobile virtuel Full MVNO du marché de la téléphonie mobile français, créé le 2 novembre 2005  sous la marque NRJ Mobile.
L'opérateur réunit en 2018 cinq marques : NRJ Mobile, Crédit mutuel Mobile, CIC Mobile, Auchan Télécom et Cdiscount Mobile. L'offre Cofidis Mobile n'est plus commercialisée depuis le 13 avril 2017.
BTBD compte en 2019 un parc de 2 millions de clients. Son chiffre d’affaires pour 2018 s'élève à 490 millions d’euros.
Le 1er octobre 2024, BTBD disparaît et fusionne avec Bouygues Telecom.

## Historique
Euro-Information Télécom voit le jour le 2 novembre 2005, sous la marque NRJ Mobile qui intègre le marché des offres téléphoniques le 2 novembre 2005.
En juin 2011, Euro-Information Télécom lance un forfait illimité à moins de 50 € par mois avec un smartphone par l'intermédiaire de sa marque NRJ Mobile. En septembre de la même année, NRJ Mobile signe un contrat de Full MVNO avec SFR. En fin d'année, le 3 novembre, dans la continuité de cette croissance, Euro-Information Télécom annonce le lancement de la marque Cofidis Mobile.
En 2012, NRJ Mobile devient Euro-Information Telecom, puis au cours de l'été 2012 et en réponse à l'arrivée de Free Mobile, Euro-Information Telecom met en place des forfaits sans engagement à travers ses différentes marques. Quelques semaines plus tard, en septembre, Euro-Information Télécom officialise le lancement de la marque Blancheporte Mobile.
Entre juin et septembre 2013, la filiale du Crédit mutuel propose de nouvelles offres commerciales. Après avoir intégré ses premières offres internationales elle procède au rachat d'Auchan Telecom, portant alors à six le nombre de ses marques.
En octobre 2015, après SFR et Orange, c'est avec Bouygues Telecom qu'Euro-Information Telecom signe un contrat de MVNO.
Fin 2016 est commercialisée l'offre de téléphonie Cdiscount Mobile. Quelques mois plus tard, en avril 2017, l'activité de la marque Cofidis Mobile est arrêtée.
En juin 2020, Bouygues Telecom acquiert Euro-Information Telecom et devient Bouygues Telecom Business - Distribution,.
En novembre 2021, les marques Crédit Mutuel Mobile et CIC Mobile disparaissent en proposant des forfaits "PROMPTO" directement liés vers Bouygues Telecom.
Le 26 juin 2024, Bouygues Telecom lance l'absorption de BTBD, le 1er juillet une demande est faite au Tribunal de Commerce par les 2 sociétés, l'absorption entre en vigueur le 1er octobre 2024,.
À compter du 1er octobre, les blocs de numéros de téléphone attribués par l'Autorité de régulation des communications électroniques, des postes et de la distribution de la presse (Arcep) à BTBD sont transférés à Bouygues Telecom.

## Stratégie commerciale

### Identité visuelle (logo)

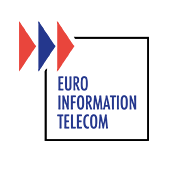
Ancien logo d'Euro-Information Télécom du 2 novembre 2005 au 25 juin 2020.
Logo actuel de Bouygues Telecom Business-Distribution depuis le 26 juin 2020.

### Produits
Opérateur multimarque, Euro-Information Télécom cible les 15-18 ans via les forfaits bloqués, les actifs avec une gamme de forfaits avec ou sans engagement incluant ou non un mobile. Des offres sont réalisées spécifiquement pour les seniors chez Blancheporte Mobile et les marques bancaires.
L'opérateur a mis en place des services, comme la personnalisation du numéro ou la mise à disposition de deux places de concert pour toute souscription d’un forfait bloqué.
L’opérateur propose au mois de juin 2011 un forfait illimité (appels, SMS, Web), incluant un smartphone pour moins de 50 €.
Euro-Information Télécom est passé de MVNO à Full MVNO en signant un contrat avec SFR, en mars 2013 (lancement).